# Mindestpreis
Mindestpreise sind in der Wirtschaft ein Instrument der staatlichen Marktregulierung, bei denen ein bestimmter Preis nicht unterschritten, wohl aber überschritten werden darf. Mindestpreise als staatlich festgelegte (administrierte) Preisuntergrenze werden auch als Garantiepreis bezeichnet. Gegensatz sind die Höchstpreise.

## Allgemeines
In marktwirtschaftlichen Systemen können Preise auf freien Märkten unbegrenzt schwanken, denn sie sind ausschließlich den Markt- und Preismechanismen von Angebot und Nachfrage und der freien Preisbildung unterworfen. Dabei kann es jedoch zum Marktversagen kommen, das sich auch in extrem niedrigen oder extrem hohen Preisen äußern kann. Dann kann die Wirtschaftspolitik zunächst durch moralische Appelle – oder im Falle der Nichtbeachtung durch die Marktteilnehmer – auch ausnahmsweise gesetzliche oder behördlich angeordnete Maßnahmen durch Mindest- oder Höchstpreise ergreifen. Es handelt sich dabei um systemwidrige und nicht marktkonforme Markteingriffe, weil Mindest- oder Höchstpreise die freie Preisbildung außer Kraft setzen. Die Einführung von Mindestpreisen dient dem Anbieterschutz, die Setzung von Höchstpreisen dem Nachfragerschutz.
Mit dem Mindestpreis wird auch ein Marktungleichgewicht bei einem natürlichen Monopol bekämpft. Bei ihm sinken die Grenzkosten wegen steigender Produktion stetig (Skaleneffekte). Hiermit wird jedoch keine wettbewerbspolitische Fehlallokation behoben, sondern eine Reallokation wegen des sozialpolitischen Gleichgewichts vorgenommen.

## Geschichte
Die ersten Preisregelungen gehen bereits auf den Codex Hammurapi aus dem Jahre 1800 vor Christus zurück. Manchmal wurden im Mittelalter zum Schutze der Verkäufer auch Mindestpreise dekretiert. Der in Paris lehrende Jean Gerson (1363–1429) appellierte an die staatlichen Behörden, die Preise für alle Waren festzulegen. Die Zünfte legten Mindestpreise für Waren fest, um das freiwillige oder unfreiwillige Verkaufen unter Wert zu verhindern. Sie verboten das Unterschreiten der Mindestpreise. Vor 1520 setzte man im deutschen Eisenerzbergbau Produktionsquoten und Mindestpreise fest.
Im Dirigismus des Sozialismus oder der Zentralverwaltungswirtschaft sind Mindest- oder Höchstpreise dagegen systemimmanent und allgegenwärtig. Sie sollen vor allem die Verbraucher schützen, indem der Staat insbesondere die Preisuntergrenze für Arbeitseinkommen (Mindestlohn) oder die Preisobergrenze für Grundnahrungsmittel, alle Lebensmittel oder Haushaltsgeräte administrativ festlegt.

## Funktionsweise
Grund für die Einführung eines Mindestpreises ist ein Nachfragemangel, der zu einem Angebotsüberschuss führt. Bei Angebotsüberschüssen sinken die Marktpreise so stark, dass die anbietenden Unternehmen ihre unternehmerische Preisuntergrenze unterschreiten, ihre Selbstkostenpreise nicht mehr verdienen können und möglicherweise sogar in eine Unternehmenskrise geraten. Dadurch besteht die Gefahr, dass sie als Grenzanbieter aus dem Markt ausscheiden. Die niedrigen Marktpreise belasten damit die Anbieter und begünstigen die Nachfrager. Reicht die Verhandlungsmacht oder Marktmacht von bestimmten Interessengruppen (etwa Arbeitnehmer oder Verbraucher) nicht aus, so können Mindestpreise für deren Absicherung sorgen. Staatliche Mindestpreise sollen dann dazu beitragen, dass das Einkommen der Anbieter nach unten abgesichert wird.
Mindestpreise liegen über dem Gleichgewichtspreis, sogar auch in Höhe der Herstellungskosten. Dadurch wird es für die Anbieter attraktiv, ihr Angebot trotz sinkender Nachfrage zu erhöhen, weil die Mindestpreise eine staatliche Preisgarantie bedeuten. Liegt der Mindestpreis oberhalb des Gleichgewichtspreises, entsteht ein Angebotsüberhang (in Höhe von {\displaystyle q2-q1}), das Angebot ist höher als die Nachfrage. Die nachgefragte Menge der Verbraucher ist für diesen Preis auf {\displaystyle q1} gesunken. Daraufhin reagieren die Hersteller mit der Ausdehnung ihres Angebots nach {\displaystyle q2}. Die Verbraucher fragen jedoch weiterhin nur die Menge {\displaystyle q1} nach.

## Arten
In der Währungspolitik waren die im Juli 1944 eingeführten Wechselkursbandbreiten bei Fremdwährungen (Bretton-Woods-System) Mindest- und Höchstpreise, die durch Devisenmarktintervention der Zentralbanken eingehalten wurden. Erreicht eine Währung den Mindestpreis („unterer Interventionspunkt“), musste die betroffene Zentralbank durch Kauf von Devisen eingreifen. Das System brach nach dem Nixon-Schock (15. August 1971) zusammen.
Im Falle der Überproduktion von Agrarprodukten sollen Mindestpreise die Einkommen der Landwirte sichern. Deshalb beschloss im Januar 1962 der EWG-Ministerrat objektive Grundsätze für die Schaffung der Mindestpreissysteme und für die Festsetzung dieser Preise (Art. 44 EWG-Vertrag). Als flankierende Maßnahme sind oft Interventionslager erforderlich, die überschüssiges Angebot vom Markt nehmen (Butterberg) und so beispielsweise die Butterpreise stabilisieren sollten. Staatliche Interventionslager sind eine Subventionierung. Sie gaben einen Anreiz zu weiterer Überproduktion, weil die Landwirte kein Lagerrisiko mehr trugen. An wichtiger Stelle stand auch seit März 1983 ein staatlich garantierter Abnahmepreis für die Milchproduktion. Staatliche Produktionsquoten wie die Milchquote sollten zusätzlich die Überproduktion drosseln. Abschöpfungen sind eine Art Zoll und bei Importen von bestimmten Agrarprodukten aus Drittstaaten zu erheben, wenn die Importpreise unter den in den EU-Mitgliedstaaten gültigen Mindestpreisen liegen. Der Überproduktion kann auch durch Exportsubventionen begegnet werden. Auch Agrarprotektionismus, Einfuhrkontingente oder Zölle können zur Absicherung von Mindestpreisen eingesetzt werden.
Ein bedeutsamer Mindestpreis ist der Mindestlohn. Er soll den Arbeitnehmern ein Mindesteinkommen gewährleisten, wenn die Marktsituation dies nicht selbst ermöglicht. Bereits im Jahre 1928 wurde im Rahmen der ILO ein „Übereinkommen über die Einrichtung von Verfahren zur Festsetzung von Mindestlöhnen“ verabschiedet, deren Bedeutung 1970 noch einmal bekräftigt wurde. Mindestlöhne sollen demnach den Lohnempfänger „Schutz gegen unangemessen niedrige Löhne gewähren“ und Lohndumping verhindern. In Deutschland gibt es seit August 2014 ein Mindestlohngesetz, das einen branchenübergreifenden Mindestlohn vorsieht.
Die so genannten Interventionspreise der EU für Agrarprodukte sind Mindestpreise, die den Landwirten garantiert werden, indem die EU die betroffenen Produkte durch Interventionsstellen aufkauft. Der Interventionspreis ist für den Erzeuger ein Mindestpreis, mit dem er fest kalkulieren kann. Mindestpreise können jedoch auch das Ergebnis eines verbotenen Preiskartells sein. Hierbei treffen Wettbewerber untereinander unzulässige Preisabsprachen mit dem Ziel, bestimmte Produkte nicht unter einem Mindestpreis zu verkaufen. Eine kartellrechtswidrige vertikale Preisbindung liegt vor, wenn ein Hersteller seine Wiederverkäufer verpflichtet, die von ihm gelieferte Ware nur zu dem von ihm festgelegten Preis weiter zu veräußern. Eine solche Vereinbarung verstößt gegen § 1 GWB und Art. 101 AEUV. Deshalb darf beispielsweise die Firma Almased den Apotheken keinen Mindestpreis für den Vertrieb ihrer Produkte vorschreiben. Preisbindungen dieser Art führen zu einer Beschränkung in der Freiheit des betroffenen Unternehmers, den Preis – und damit einen zentralen Wettbewerbsparameter – nach eigenem Ermessen festzusetzen.
Der Staat kann sich anstatt eines Mindestpreises auch für die Subventionierung der Nachfrager entscheiden. Dann lässt er den Gleichgewichtspreis zu; er zahlt dafür dem Nachfrager pro gekaufte Einheit des Gutes eine Preissubvention.
Die während einer Wirtschaftskrise von Januar und September 2009 in Deutschland gezahlte Umweltprämie („Abwrackprämie“) war eine Preissubvention; sie verringerte den Kaufpreis von Neuwagen.
Der Umweltbonus (Mai 2016 und dem 17. Dezember 2023) verringerte den Kaufpreis von neuen Elektroautos und Plug-in-Hybriden in Deutschland.
Der Kauf einer Pelletheizung wird gefördert; ebenso bestimmte Wärmepumpenheizungen.

## Folgen
Mindestpreise verhindern, dass die Preise bis auf das Marktgleichgewicht fallen, während Höchstpreise verhindern, dass die Preise bis auf das Marktgleichgewicht steigen. Der staatlich garantierte Abnahmepreis liegt höher als der Preis, der sich bei freien Marktkräften herausgebildet hätte. Für Anbieter wird es bei Mindestpreisen attraktiv, noch mehr zu produzieren, obwohl keine Nachfragesteigerung zu erwarten ist. Bei diesen Angebotsüberschüssen besteht die Tendenz zu illegalen Unterschreitungen des Mindestpreises (grauer Markt). Die nicht nachgefragte Überproduktion verursacht zusätzliche Lagerkosten oder Vernichtungskosten. Die Konsumenten müssen höhere Preise bezahlen, weil die Mindestpreise über dem Gleichgewichtspreis liegen. Die Einführung von Mindestpreisen führt zu sinkenden Konsumentenrenten gegenüber dem Marktgleichgewicht, während die Produzentenrente entsprechend steigt. Beim Mindestpreis kommt es zur Überschussproduktion, weil den Anbietern staatlich oft das Preis- und Lagerrisiko abgenommen wird (Preisuntergrenze und Interventionslager), wobei die Verhandlungsmacht beim Käufer liegt (Käufermarkt). Um derartige Angebotsüberschüsse zu verhindern, gibt der Staat beispielsweise Produktionsquoten vor wie etwa in den USA die Anbauflächenbeschränkungen in der Landwirtschaft oder die im September 2017 entfallene Zuckerquote für Rübenzucker in der EU.